# Jean-Marc Ayrault

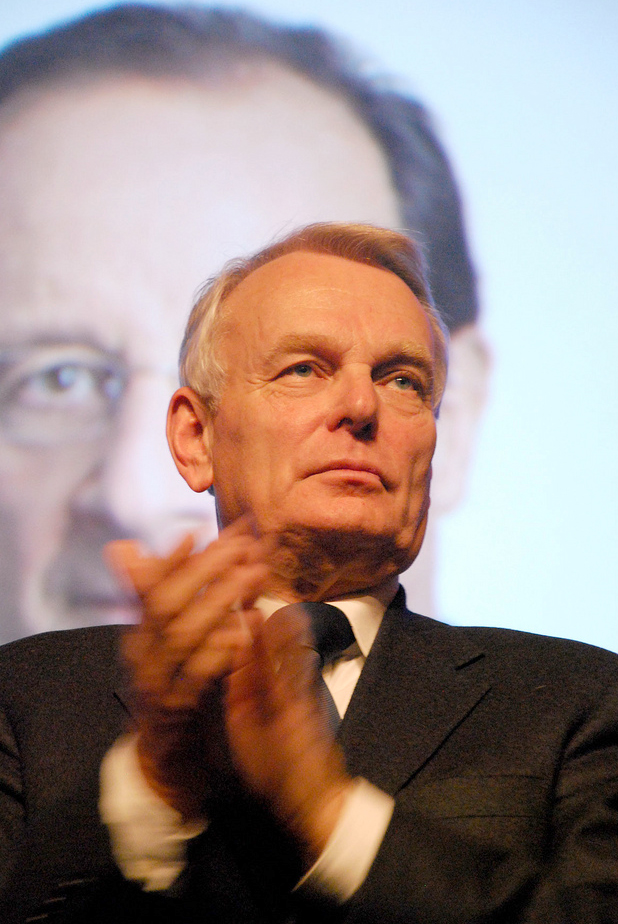
Jean-Marc Ayrault im März 2012

Jean-Marc Ayrault [ʒɑ̃.maʁk e'ʁo] (* 25. Januar 1950 in Maulévrier, Département Maine-et-Loire) ist ein französischer Politiker (PS). Unter Präsident François Hollande war Ayrault Premierminister der Französischen Republik vom 15. Mai 2012 bis 31. März 2014. Er amtierte von 1989 bis 2012 als Bürgermeister von Nantes und war von 1986 bis 2012 Abgeordneter sowie von 1997 bis 2012 Fraktionsvorsitzender (französisch Président) der Groupe socialiste in der französischen Nationalversammlung. Von Februar 2016 bis Mai 2017 bekleidete Jean-Marc Ayrault das Amt des französischen Außenministers, zunächst im Kabinett Valls II, nach dessen Rücktritt dann im Kabinett Cazeneuve.

## Frühes Leben
Ayrault wuchs als ältestes von fünf Kindern des Feldarbeiters und späteren Fabrikarbeiters Joseph Ayrault und der Schneiderin Georgette Ayrault geb. Uzenot in Westfrankreich auf. Aus einem katholischen Elternhaus kommend, engagierte sich Jean-Marc Ayrault als Jugendlicher in der Christlichen Landjugendbewegung. Der Befreiungstheologie nahestehend, trat er der Christlichen Arbeiterjugend bei.
Er studierte Germanistik (études supérieures d’allemand) an der Universität Nantes, 1969/70 verbrachte Ayrault ein Auslandssemester an der Universität Würzburg. Er schloss sein Studium 1971 mit dem Lizenziat ab, 1972 folgte das Lehrerexamen für Sekundarschulen (CAPES). Von 1973 bis zu seiner Wahl zum Abgeordneten im Jahr 1986 war er Deutschlehrer am Collège Gutenberg in Saint-Herblain (Département Loire-Atlantique). Nach seiner Wahl zum Bürgermeister 1977 unterrichtete er aber nur noch in Teilzeit.

## Politische Laufbahn
Nach dem Kongress von Épinay (1971) wurde Ayrault 1972 Mitglied der Sozialistischen Partei Frankreichs. 

### Bürgermeisteramt
Als 27-Jähriger wurde Ayrault im Jahr 1977 zum Bürgermeister von Saint-Herblain gewählt. Dieses Amt hatte er zwölf Jahre inne. Er gehörte bis 1991 als Poperéniste zum linken Flügel des PS. 1989 war das Bürgermeisteramt der Stadt Nantes ein erreichbares Ziel für die Sozialisten. Der bisherige Amtsinhaber vom RPR stellte sich nicht zur Wiederwahl. Ayrault wurde formell im Dezember 1988 Kandidat in Nantes. Seine Wahlkampagne war geprägt von prominenter Unterstützung des PS: Sowohl Staatspräsident François Mitterrand als auch der amtierende Premierminister Michel Rocard kamen nach Nantes. Am 12. März 1989 wurde Ayrault im ersten Wahlgang mit 50,19 % der Stimmen gewählt (sein Gegenkandidat Daniel Augereau erhielt 40 %). 1995, 2001 und 2008 wurde er jeweils wiedergewählt. Er verzichtete 2012 auf sein Amt als Bürgermeister von Nantes. Sein Nachfolger wurde Patrick Rimbert.

### Premierminister
Nach dem Sieg von François Hollande bei der französischen Präsidentschaftswahl 2012 waren Ayrault und Martine Aubry als Kandidaten für das Amt des Premierministers im Gespräch.
Mathieu von Rohr (SPIEGEL in Paris) schrieb dazu:

„Von dieser Wahl hängt viel ab. Wenn er die Parteichefin Martine Aubry wählt, seine Gegnerin bei den parteiinternen Vorwahlen, entscheidet er sich für einen linken Kurs. Wählt er den Fraktionschef Jean-Marc Ayrault, ist das ein Zeichen für eine eher technokratische Regierung – und es wäre eine Geste Deutschland gegenüber. Denn Ayrault spricht Deutsch und hat gute Verbindungen zur SPD.“

Hollande ernannte am Tag seiner Amtseinführung (15. Mai 2012) Ayrault zum Premierminister. Einen Monat nach Annahme des Amtes endete seine Mitgliedschaft in der Nationalversammlung, wobei er nach der Parlamentswahl 2012 nochmal kurzfristig Abgeordneter wurde. Ein Verbleiben im Amt des Bürgermeisters wäre verfassungsrechtlich möglich gewesen, wurde aber vom neuen Präsidenten nicht gewünscht. Am 17. Mai 2012 reichte der Premierminister den Antrag auf Amtsverzicht als Bürgermeister im Gemeinderat von Nantes ein. Die Wahl des neuen Bürgermeisters von Nantes fand am 29. Juni 2012 statt.
In Übereinstimmung mit dem Präsidenten Hollande war die erste Amtshandlung Ayraults als Premierminister die Senkung aller zukünftigen Ministerbezüge um dreißig Prozent, einschließlich der Vergütung des Staatspräsidenten selbst. Hollandes Amtsvorgänger Sarkozy hatte 2007 sechs Monate nach Amtsantritt seine eigenen Bezüge um 172 % erhöht.

#### Übergangsregierung bis zur Parlamentswahl
Am Tag seiner Ernennung zum Premierminister präsentierte Jean-Marc Ayrault am 15. Mai 2012 eine neue Übergangsregierung, an der auch die grüne Partei Europe Écologie-Les Verts mit mehreren Ministern beteiligt war. Sie bestand – gemäß einem Wahlversprechen Hollandes nach strikter Geschlechterparität – neben ihm aus je neun Ministerinnen und Ministern sowie je acht beauftragte Fachministerinnen und Fachministern (ministres délégué(e)s). Diese Übergangsregierung amtierte nur bis zur Parlamentswahl im Juni 2012. Nach dem zweiten Wahlgang am 17. Juni 2012 trat Ayrault einen Tag später gemeinsam mit seiner Regierung zurück.

#### Zweite Regierung Ayrault
Unmittelbar nach dem Rücktritt seiner Regierung wurde Ayrault von François Hollande erneut zum Premierminister ernannt. Am 21. Juni 2012 präsentierte er seine neue Regierung (Kabinett Ayrault II), die weitgehend unverändert blieb. Nach dem desaströsen Ausgang der Kommunalwahlen am 30. März 2014 erklärte Ayrault seinen Rücktritt als Premierminister. In der Folge nahm er sein Abgeordnetenmandat wieder auf.

#### Rückkehr in die Regierung
Am 11. Februar 2016 kehrte Jean-Marc Ayrault wieder in die Regierung zurück, als er von François Hollande zum Außenminister ernannt wurde und damit die Nachfolge des als Außenminister zurückgetretenen Laurent Fabius antrat. Nach dem Wahlsieg von Emmanuel Macron bei den Präsidentschaftswahlen 2017 trat das Kabinett von Premierminister Cazeneuve den Konventionen entsprechend am 10. Mai 2017 zurück. Damit endete auch die Amtszeit Ayraults als Außenminister. Sein Nachfolger wurde sein ehemaliger Kabinetts- und Parteikollege Jean-Yves Le Drian.

## Familie
Jean-Marc Ayrault ist seit September 1971 mit Brigitte Terrien verheiratet, ebenfalls aus Maulévrier. Sie studierte Lettres modernes (moderne Literatur) und ist seit 1974 Französischlehrerin in einem Collège (entspricht der gymnasialen Mittelstufe). Von 1982 bis 2001 war sie Generalrätin des Wahlkreises Kanton Saint-Herblain-Ouest-Indre. Das Ehepaar hat zwei Töchter.

## Mandate und Funktionen
- 14. März 1977–12. März 1989: Bürgermeister von Saint-Herblain, Loire-Atlantique
- 1976–1982: Conseiller général des Départements Loire-Atlantique
- 2. April 1986–15. Juni 2012, 20. Juni bis 20. Juli 2012 und 1. Mai 2014–12. März 2016: Abgeordneter für das Département Loire-Atlantique in der Nationalversammlung
- 1997–2012: Fraktionsvorsitzender der Groupe socialiste in der Nationalversammlung
- 18. März 1989–21. Juni 2012: Bürgermeister von Nantes
- 2001–2012: Vorsitzender des Kommunalverbandes Nantes Métropole
- 15. Mai 2012–31. März 2014: Französischer Premierminister
- 11. Februar 2016–10. Mai 2017: Minister für Auswärtige Angelegenheiten und Entwicklung

## Auszeichnungen
- 2014: Carlo-Schmid-Preis für seine Verdienste um die europäische Verständigung,[14] Laudatio von Frank-Walter Steinmeier
- 2016 Adam-Mickiewicz-Preis für Verdienste um die deutsch-französisch-polnische Zusammenarbeit im Weimarer Dreieck